# ベインブリッジ (ミサイル駆逐艦)
|          |                                                                                               |
| 艦歴     |                                                                                               |
| 発注     | 1998年3月6日                                                                                  |
| 起工     | 2003年5月7日                                                                                  |
| 進水     | 2004年10月30日                                                                                |
| 就役     | 2005年11月12日                                                                                |
| 退役     |                                                                                               |
| その後   | 就役中                                                                                        |
| 要目     |                                                                                               |
| 排水量   | 9,648 トン                                                                                    |
| 全長     | 155.3 m (509 ft 6in)                                                                          |
| 全幅     | 20.1 m (66 ft)                                                                                |
| 吃水     | 9.4 m (31 ft)                                                                                 |
| 機関     | COGAG方式                                                                                     |
| 機関     | LM 2500-30ガスタービンエンジン (27,000shp) ×4基                                               |
| 機関     | 可変ピッチプロペラ（5翔）×2軸                                                                 |
| 最大速   | 31ノット                                                                                      |
| 航続距離 | 4,400 海里（20ノット時）                                                                      |
| 乗員     | 士官、兵員 380名                                                                              |
| 兵装     | Mk.45 mod.4 5インチ単装砲 ×1基                                                                |
| 兵装     | Mk.38 25mm単装機関砲 ×2基                                                                     |
| 兵装     | Mk.15 20mmCIWS×1基                                                                            |
| 兵装     | M2 12.7mm機銃 ×4挺                                                                            |
| 兵装     | Mk.41 mod.15 VLS ×96セル - SM-2MR SAM - ESSM 短SAM - VLA SUM - トマホーク SLCM などを発射可能 |
| 兵装     | Mk.32 3連装短魚雷発射管×2基                                                                   |
| 艦載機   | MH-60R×2機搭載可能                                                                            |
| C4ISTAR  | AWS B/L 7 (Mk.99 GMFCS×3基)                                                                   |
| C4ISTAR  | AN/SQQ-89A(V)15                                                                               |
| センサ   | AN/SPY-1D(V) 多機能レーダー×4面                                                               |
| センサ   | AN/SPS-67 対水上レーダー×1基                                                                  |
| センサ   | AN/SQS-53C(V)1艦首装備ソナー                                                                  |
| 電子戦   | AN/SLQ-32(V)3 ESM/ECM装置                                                                     |
| 電子戦   | Mk 36 SRBOC デコイ発射機                                                                      |
| モットー | Competence, Dedication, Discipline                                                            |

ベインブリッジ (英語: USS Bainbridge, DDG-96) は、アメリカ海軍のミサイル駆逐艦。アーレイ・バーク級ミサイル駆逐艦の46番艦。艦名はウィリアム・ベインブリッジ代将に因み、その名を持つ艦としては5隻目。2025年現在、バージニア州ノーフォークが母港である。

## 艦歴
ベインブリッジは2003年5月7日にメイン州バスのバス鉄工所で起工され、2004年10月30日にスーザン・ベインブリッジ・ヘイ（ベインブリッジ代将の曾曾曾孫）によって命名、進水し、2005年11月12日にジョン・M・ドーニー艦長の下就役した。
2007年1月から2月にかけて、フロリダ州ウェストパームビーチ沖でフリーダム級沿海域戦闘艦に搭載予定だった遠隔機雷掃討システム（RMS）の試験に従事。
2007年2月18日、サウスカロライナ州マートルビーチ沖で漁船からの救難信号に応答し、救助活動に協力した。
2007年9月30日、イエメン本土から約140キロ離れた紅海のアルタイール島（Jazirt Atta-Ir）の火山が噴火し、イエメン沿岸警備隊の基地が破壊された。ベインブリッジは他のNATO海軍艦と協力して救援活動に従事し、2名の生存者を救助するとともに4名の遺体を回収した。
2009年4月8日にソマリア沖の海賊に襲撃された「マースク・アラバマ」号の事件（マースク・アラバマ号乗っ取り事件）に対処するために現場海域に派遣される。同月12日、海賊に拉致された船長の救出活動に当たる。
2010年11月9日、デラウェア湾で漁船からの救難信号に応答し、救助活動に協力した。
2011年3月22日、中東での海賊対策作戦（オーシャン・シールド作戦）に従事し、複数回にわたり民間船からの救難要請に応じて人質救出と海賊の逮捕を行った。
2019年6月13日、オマーン湾で攻撃を受けた日本のケミカルタンカー「コクカ・カレイジャス」からの救援要請を受け、乗員の救助を行った（2019年6月ホルムズ海峡タンカー攻撃事件）。